# Qanun (llei)
El qanun o kanun és un conjunt de lleis originàriament orals de caràcter tradicional que tenen presència a Albània. Els seus principis fonamentals són l'hospitalitat, la importància de l'honor (que té més importància que la vida i, per això, es permet la revenja de sang). El kanun conviu amb els codis escrits de caràcter legal, que van guanyant terreny en la vida pública. El seu origen sembla lligat als senyors feudals, que dictaven sentències que s'anaven recopilant de manera oral en forma de consells o proverbis.